# Antônio Maria Zaccaria
Antônio Maria Zacarias (em italiano, Antonio Maria Zaccaria) (Cremona 1502 – Cremona 5 de julho 1539) foi um médico e padre católico italiano, fundador da Ordem dos Clérigos Regulares de São Paulo, (Barnabitas) e da Congregação das Freiras Angélicas de São Paulo.
Papa Leão XIII o proclamou Santo em 1897.

## Biografia
Nascido numa família de comerciantes de Genova, ficou órfão de pai quando era ainda jovem. Mudou-se com a família em Cremona. Aos 18 anos, renunciou aos seus bens em favor de sua mãe.
Em 1520 viajou para Pádua para estudar Medicina e cursou Filosofia em Pavia . Voltou em 1524 em Cremona, onde fundou a Confraria da Amizade, para reflexão bíblica. Teve como orientador espiritual o frei Batista de Crema, que o ajudou a escolher o caminho do sacerdócio. Foi consagrado padre em 20 de Fevereiro de 1529, sem estar vinculado a nenhuma diocese.
Em 1530 mudou-se para Milão sendo confessor de Ludovica Torelli, condessa de Guastalla. Aí, uniu-se a três companheiros, que fundaram três grupos de vida cristã, que originariam duas congregações religiosas, a dos padres barnabitas e das irmãs angélicas, e, finalmente, um grupo de casais. Este grupo de casais foi a primeira experiência de pastoral familiar da história da Igreja. A Ordem dos Barnabitas foi aprovada em 1533. As duas congregações religiosas foram orientadas à missão e à reforma dos conventos. Participaram decididamente da reforma católica.
Sua espiritualidade é fundamentada na Bíblia e tem como modelo o apóstolo Paulo de Tarso e Cristo Crucificado. Incentivou a prática da Eucaristia, da leitura orante da Bíblia (Lectio Divina) e das Quarenta Horas (adoração do Santíssimo Sacramento por quarenta horas ininterruptas).
Em 1539, quis voltar em Cremona, pois a saúde dele era muito fraca, e entendeu que o fim estava perto. Na tarde do 5 de julho à presença da mãe e dos discípulos queridos, faleceu depois de ter recebidos os sacramentos.
É patrono da instituição de ensino Colégio Santo Antônio Maria Zaccaria, administrada pela Ordem dos Padres Barnabitas e localizada no bairro do Catete, na zona sul da cidade do Rio de Janeiro.

## Ligações Externas
- Página do Colégio Zaccaria
- Paróquia Santo Antônio Maria Zaccaria - Rio de Janeiro
- Santo António Maria Zacarias, presbítero, fundador, +1539, evangelhoquotidiano.org